# Aydoilles
Aydoilles – miejscowość i gmina we Francji, w regionie Grand Est, w departamencie Wogezy.
Według danych na rok 1990 gminę zamieszkiwały 1004 osoby, a gęstość zaludnienia wynosiła 100 osób/km² (wśród 2335 gmin Lotaryngii Aydoilles plasuje się na 371. miejscu pod względem liczby ludności, natomiast pod względem powierzchni na miejscu 603.).